# エスタジオ・ナシオナル・ダ・トゥンダヴァラ
エスタジオ・ナシオナル・ダ・トゥンダヴァラ（葡: Estádio Nacional da Tundavala）は、アンゴラウイラ州ルバンゴにあるスタジアムである。トゥンダヴァラ国立競技場とも呼ばれる。収容人数は20,000人。アフリカネイションズカップ2010の会場となった。